# Randers Football Club 2017-2018
Questa voce raccoglie le informazioni riguardanti il Randers Football Club nelle competizioni ufficiali della stagione 2017-2018.

## Rosa
| N. |                        | Ruolo | Calciatore                |
| -- | ---------------------- | ----- | ------------------------- |
| 1  | Islanda (bandiera)     | P     | Hannes Thór Halldórsson   |
| 2  | Danimarca (bandiera)   | D     | Kasper Enghardt           |
| 4  | Danimarca (bandiera)   | D     | Johnny Thomsen            |
| 5  | Danimarca (bandiera)   | D     | Mads Agesen               |
| 6  | Finlandia (bandiera)   | C     | Joni Kauko                |
| 7  | Danimarca (bandiera)   | C     | Andreas Bruhn             |
| 8  | Fær Øer (bandiera)     | C     | Brandur Hendriksson Olsen |
| 9  | Danimarca (bandiera)   | A     | Bashkim Kadrii            |
| 10 | Germania (bandiera)    | A     | Marvin Pourié             |
| 11 | Danimarca (bandiera)   | D     | Erik Marxen               |
| 14 | Danimarca (bandiera)   | C     | Frederik Lauenborg        |
| 15 | Stati Uniti (bandiera) | C     | Perry Kitchen             |

| N. |                       | Ruolo | Calciatore         |
| -- | --------------------- | ----- | ------------------ |
| 17 | Danimarca (bandiera)  | D     | Kevin Conboy       |
| 18 | Danimarca (bandiera)  | A     | Lucas Haren        |
| 20 | Svezia (bandiera)     | C     | Joel Allansson     |
| 22 | Danimarca (bandiera)  | P     | Frederik Due       |
| 23 | Georgia (bandiera)    | A     | Saba Lobjanidze    |
| 24 | Danimarca (bandiera)  | D     | Jonas Bager        |
| 25 | Danimarca (bandiera)  | P     | Jonas Dakir        |
| 28 | Serbia (bandiera)     | A     | Nikola Djurdjic    |
| 30 | Senegal (bandiera)    | A     | Ibrahima N'Diaye   |
| 70 | Danimarca (bandiera)  | A     | Marcus Mølvadgaard |
| 93 | Montenegro (bandiera) | C     | Vladimir Rodić     |

- Numero giocatori in rosa: 24
- Stranieri: 11 (45,8%)
- Età media: 25,9 anni

## Trasferimenti estivi
| Acquisti | Acquisti         | Acquisti          | Acquisti           |
| R.       | Nome             | da                | Modalità           |
| -------- | ---------------- | ----------------- | ------------------ |
| A        | Saba Lobjanidze  | Dinamo Tbilisi    | gratuito           |
| C        | Vladimir Rodić   | Karabükspor       | gratuito           |
| D        | Kevin Conboy     | Utrecht           | gratuito           |
| A        | Ibrahima N'Diaye | Napredak Kruševac | ?                  |
| C        | Perry Kitchen    | Hearts            | ?                  |
| A        | Bashkim Kadrii   | Copenaghen        | prestito           |
| A        | Edgar Babayan    | Hobro             | fine prestito      |
| A        | Mandla Masango   | SuperSport Utd    | fine prestito      |
|          | 8 acquisti       |                   | spesa totale = 0 € |

| Cessioni | Cessioni          | Cessioni  | Cessioni                     |
| R.       | Nome              | a         | Modalità                     |
| -------- | ----------------- | --------- | ---------------------------- |
| C        | Kasper Fisker     | Brøndby   | definitivo (335 mila €)      |
| D        | Mads Fenger       | Hammarby  | gratuito                     |
| A        | Viktor Lundberg   | Marítimo  | gratuito                     |
| C        | Nicolai Poulsen   | Sarpsborg | prestito                     |
| A        | Mayron George     | Lyngby    | prestito                     |
| C        | Mikkel Kallesøe   | Viborg    | prestito                     |
| A        | Edgar Babayan     | Hobro     | ?                            |
| D        | Alexander Fischer | Viborg    | ?                            |
| A        | Sam Lundholm      | N.E.C.    | fine prestito                |
|          | 8 cessioni        |           | guadagno totale = 335 mila € |
|          |                   |           | saldo finale = + 335 mila €  |

## Trasferimenti invernali
| Acquisti | Acquisti           | Acquisti     | Acquisti      |
| R.       | Nome               | da           | Modalità      |
| -------- | ------------------ | ------------ | ------------- |
| C        | Mikkel Kallesøe    | Viborg       | fine prestito |
| C        | Nicolai Poulsen    | Sarpsborg 08 | fine prestito |
| A        | Eero Markkanen     | AIK          | prestito      |
| A        | Jannik Skov Hansen | Skovshoved   | ?             |
| A        | Mikael Boman       | IFK Göteborg | gratuito      |
| A        | Jakob Johansson    | Nordsjælland | prestito      |
|          |                    |              |               |

| Cessioni | Cessioni        | Cessioni  | Cessioni   |
| R.       | Nome            | a         | Modalità   |
| -------- | --------------- | --------- | ---------- |
| C        | Perry Kitchen   | LA Galaxy | ?          |
| A        | Marvin Pourié   | Karlsruhe | ?          |
| C        | Vladimir Rodić  | Silkeborg | ?          |
| A        | Nikola Djurdjic |           | svincolato |
|          |                 |           |            |
|          |                 |           |            |